# Peristylus constrictus
Peristylus constrictus är en orkidéart som först beskrevs av och som fick sitt nu gällande namn av John Lindley.
Peristylus constrictus ingår i släktet Peristylus och familjen orkidéer. Inga underarter finns listade i Catalogue of Life.